# チャールズ・スペンサー＝チャーチル (第9代マールバラ公)

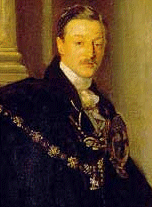
9代マールバラ公チャールズ・スペンサー＝チャーチル

第9代マールバラ公チャールズ・スペンサー＝チャーチル（Charles Spencer-Churchill, 9th Duke of Marlborough, 1871年11月13日 - 1934年6月30日）は、イギリスの貴族。第8代マールバラ公ジョージ・スペンサー＝チャーチルとアバコーン公ジェームズ・ハミルトンの娘アルバータの子でウィンストン・チャーチルの父方の従兄弟にあたる。
1892年、父の死により公爵となる。あだ名は、公爵となる前にサンダーランド伯であったことから、サニー（Sunny）と呼ばれていた。
1895年11月、ニューヨークでアメリカの鉄道王コーネリアス・ヴァンダービルトのひ孫コンスエロ・ヴァンダービルトと結婚。ジョン（10代目公爵ジョン・アルバート・エドワード）とアイヴァの2男をもうけた。コンスエロの莫大な持参金で、居城のブレナム宮殿を改装し、庭園を整備した。
1921年にコンスエロと離婚し、同年アメリカ人の造園家グラディス・メアリー・ディーコンと再婚。グラディスはブレナム宮殿の庭園の整備に辣腕をふるった。彼女とは子供はできず、2人は幸せな生活を送ったとはいいがたかった。彼女は夫と食事中、自分の皿の陰でリボルバーを夫に向けてかまえていたという。2人は離婚することなく、別居した。
| イングランドの爵位        | イングランドの爵位           | イングランドの爵位      |
| ------------------------- | ---------------------------- | ----------------------- |
| 先代 ジョージ・スペンサー | マールバラ公 1892年 - 1934年 | 次代 ジョン・スペンサー |